# A cokeville-i csoda
A cokeville-i csoda[forrás?] (The Cokeville Miracle) egy 2015-ben készült amerikai filmdráma, melyet T. C. Christensen írt és rendezett, főszereplők Jasen Wade, Sarah Kent and Kimball Stinger. A film alapjául az 1986-os cokeville-i általános iskola túszdrámája szolgált valamint a “The Cokeville Miracle: When Angels Intervene” (A Cokeville-i csoda: Mikor az angyalok közbelépnek) című könyv, melyet Hartt Wixom és Judene Wixom írt.

## Cselekmény
1986 májusában Ron Hartley rendőr (Jasen Wade) egy olyan bűncselekmény helyszínén tartózkodik, amelynek során két embert meggyilkoltak. Az eseménytöl traumatizálva elkezdi megkérdőjelezni a vallásába vetett hitét.
David Young (Nathan Stevens) Cokeville (Wyoming) előző polgármestere Tucsonban (Arizóna) egy házi készítésű bombát tesztel sikerrel egy öreg buszon. Ezután második feleségével, Dorisszal (Kymberly Mellen) kifejezik diadalukat.
Cokeville-ban Ron a két gyermekével játszik, Cindyvel (Alexa Rae) és Jasonnal (Kimball Stinger). A család esti imájánál Ron nem akarja hogy ő mondja az imát, valamint megkérdőjelezi a hitét a szörnyű események kapcsán. A felesége Claudia (Sarah Kent) aggódik érte.
Vasárnap Ron nem megy a családjával az egyházi gyűlésekre. David és Doris elhajtanak David lányáért, hogy csatlakozzon hozzájuk. Két barátja, Gerald Deppe és Doyle Mendenhall (Channon Voyce and Paul Hunt) meglátogatja Davidet Cokeville-ben. Doris puskaport dob a levegőbe amit David egy hegesztőpisztollyal meggyújt, demonstrálva mintha a levegő égne és “elkápráztatják” a többieket. Deppe és Mendenhall úgy veszik mintha csak egy illegális tűzijáték bemutató lenne. A következő nap (hétfő) öten a cokeville-i általános iskolához hajtanak ahol David felfedi a valódi tervüket, hogy túszul ejtik az egész iskolát és a bombával felrobbantják, mely esemény által David lesz a vezetője egy “bátor új világnak”. Deppe and Mendenhall megtagadják az együttműködést, erre David megbilincseli őket a furgon hátuljában.
Ron ugyanezen a napon a testvéréhez utazik hogy segítsen néhány dologban, míg Cindy és Jason iskolába mennek. Az elmúlt néhány napon az iskolában a tűzjelzők többször beindultak füst vagy bármi kiváltó ok nélkül, zavarba ejtve a személyzetet. David, Doris és Penny (Caitlin EJ Meyer), David két lányának az egyike az előző házasságából, beviszik a bombát az iskolába, David és Penny viszik a fegyvereket. Penny vonakodva követi a tervet. Észrevétlenül bejutnak az iskolába és bejelentik a tervüket a titkárnőnek, Christina Cooknak (Jillette Dayton) és túszul ejtik. Mikor David durván rákiabál az egyik gyerekre, Penny szembeszáll vele. David nem lövi le mint ahogy korábban megfenyegette, hanem odadobja neki a kocsikulcsot, ráparancsol hogy távozzon és kiabál, hogy többé már nem a lánya.
Penny távozása után David és Doris 3 személyt (2 személyzet, 1 tanuló) visznek a 4-es terembe, ahol David átveszi az irányítást a teremben tartott osztályon. Ezután Doris a többi osztályt “becsábítja” a 4-es terembe azt mondva nekik, hogy meglepetés várja őket. Mikor mind a 136 tanuló és 18 tanár a szobában van, David kialakítja az ellenőrzést elmagyarázva a szabályokat, aztán a bomba mellé ül, ha meghúzza zsinórt a bomba felrobban. Felmutatja a fegyvereit és elmagyarázza hogy a gyerekeket a 22-essel fogja lelőni mert ők ártatlanok, míg a 45-öst a tanároknak tartogatja.
Néhány perccel később Max Excell (Alan Peterson) iskolaigazgató aki eddig távol volt, bejön és szembesül a helyzettel. David utasítja, hogy menjen és telefonáljon a helyi hatóságoknak és mondja nekik hogy minden gyerekért 2miiló dollárt követel és ha nem tér vissza 15 percen belül, akkor egyesével el fogja kezdeni lelőni a gyerekeket.
Penny a helyi rendőrőrsre siet, ahol informálja őket az apja tervéről, bizonyítva mindezt azzal, hogy elvezeti őket az autóhoz amiben Deppe és Mendenhall még mindig meg vannak bilincselve. A rendőrök kihallgatják hármójukat, közben telefonon tájékoztatják a családokat. Ron éppen indul vissza Cokeville-be, mikor a túszhelyzetről értesül. Még messze van, de siet Cokeville felé mivel még így is ő a legközelebbi rendőr. Az iskolában a gázolaj csepeg a bombából és a gyerekek kezdenek rosszul lenni. Az egyik tanár meggyőzi Davidet, hogy kinyithassák az ablakokat és az ajtókat. Miután az igazgató visszatér, David azt követeli, hogy hívja fel a Fehér Házat.
Davidet idegesíti a gyerekek közelsége, ezt felismerve a tanárok egy “mágikus négyszöget” készítenek a padlón ragasztószalaggal ahol csak David tartózkodhat. A négyszög elhatárolja a gyerekeket a bombától. David egyre idegesebb lesz, különösen mikor Jason Hartley kicsúfolja. Mikor David a a mágikus négyszögbe teszi a lábát David elveszti a kontrollt és Jasonra ordibál aki azonban nem hátrál meg. Röviddel ezután David kimegy a fürdőszobába és a zsinórt Doris csuklójára helyezi. Az egyik tanár megpróbál hatni Dorisra, de nem sikerül neki, ezt követően Doris miközben gesztikulál a kezével véletlenül meghúzza a zsinórt és a bomba felrobban. A gyerekeket gyorsan evakuálják, mivel a tűzoltók és mentősök az ajtók és ablakok előtt állnak. David visszajön a fürdőszobából és meglátja Dorist amint teljesen elborítják a lángok, lelövi hogy megszabadítsa a kínoktól. Szintén meglő egy tanárt a hátán, John Millert (Joshua Cooper), miközben az elhagyja a termet segítve a gyerekeknek.
Mindenkinek sikerül biztonságban kimenekülnie. David visszatér a fürdőszobába ahol megöli magát. Ron megtudja hogy felrobbant a bomba és kifejezésre juttatja, hogy Isten nem létezik. Megérkezik a városba és az iskola felé siet.
Néhány nappal később Jason és Cindy jól felépültek az égésekből és más kisebb sérülésekből. Jason azonban traumásnak tűnik, és Ron elviszi egy pszichológushoz. Miután az orvos egy ideig négyszemközt beszélgetett Jasonnal, egyszerűen azt mondja Ronnak, hogy "neked és Jasonnak le kellene ülnötök és egy jó hosszút beszélgetnetek." Ron és Claudia is beszélnek Jasonnal, aki aztán azt mondja Ronn, hogy "más emberek is voltak a szobában". Határozottan állítja, hogy embereket látott akik mind fehérbe voltak öltözve – angyalokat. Ron kétségbe vonja ezt, de Claudia hisz neki, miután Jason rámutatott egy képre a nagymamájáról, aki évekkel korábban elhunyt, és azt állította, hogy ő volt az angyala az osztályban. Ron ezt megkérdőjelezi, de Claudia meggyőzi, hogy gyűjtsőn bizonyítékokat, ugyanúgy mint bármely más nyomozásnál tenné.
Ron több családot meglátogat, akiknek a gyermekei hasonló élményekről számolnak be. Meglátogatja a hatósági bomba szakértőt, Rich Haskellt (Rick Macy), a Sherrif Rock Springs-i irodájábanl, aki elmondja neki, hogy a bomba öt huzalából rejtélyesen el volt vágva három, nem megtörve volt, hanem határozottan elvágva. Haskell megemlíti azt is, hogy a nyitott ablakok és ajtók szellőzést biztosítottak a robbanáshoz. Valamint értetlenségét fejezi ki, hogy a repeszek amit David a robbanószerbe tett, szerte repültek a szobában, de senki sem sérült meg tőle. Ron később elmondja Claudiának, rájött, hogy a túszok mindegyike imádkozott valamikor a krízis idején, és hogy a robbanás után egyesek visszamentek a terembe, hogy másoknak segítsenek. Mindezen információk ellenére Ron vonakodik hinni benne.
Vasárnap Jason közli hogy nem megy a gyűlésekre, csak akkor ha az apja is jön. Jason miatt motiválva, Ron megpróbál részt venni a gyűléseken. De a fő gyűlés után Ronon ismét erőt vesznek a kétségei és azt mondja Claudiának, hogy ez nem megy neki. Claudia azt mondja vegyen erőt magán különben elveszitheti őt és a gyermekeit. Ezután Ron véletlenül meghallja a püspök John Teichart (Shawn Stevens) tanítását az egyik osztályban. A püspök arról tanít, hogy ne a gyűlölet legyen a válasz, hanem inkább az ima. Ron a fiatalok terméhez megy ahol az "A Child's Prayer" (“Egy gyermek imája”) című dalt éneklik. Észreveszi, hogy majdnem mindegyik gyereknek van valamilyen sérülése, ekkor alázatossá válik és kéri Istent, hogy bocsásson meg, hogy kételkedett benne. Cindy és Jason észrereveszik őt és kifutnak hozzá a folyosóra, megölelik egymást, Ron kéri az ő megbocsátásukat is. Este Ron mondja a családi imát, hosszú idő óta először.
A film utolsó két képkockájának felirata:

„A film álljon annak az 1986-os nap összes bátor emberének, és azoknak a szülőknek az emlékezetére akik imádkozni tanítják a gyermekeiket.”
“Ne félj. Mert többen vannak, a kik velünk vannak, mint a kik ő velök.” – Királyok 2. könyve 6:16.”

## Szereplők
- Jasen Wade, mint Ron Hartley, a film főszereplője, a város egyik megbízottja, aki megkérdőjelezi a hitét, mivel gyermekeit túszul ejtik.
- Sarah Kent, Claudia Hartley, Ron felesége, akit aggaszt Ron szkepticizmusa.
- Kimball Stinger, mint Jason Hartley, Ron és Claudia fia, aki elmondja nekik, hogy egy elhunyt ősét látta mint angyalt.
- Alexa Rae, mint Cindy Hartley, Ron és Claudia lánya.
- Nathan Stevens, mint David Young, a film negatív főhőse, a volt polgármester, a túszejtő.
- Kymberly Mellen, mint Doris Young, David második felesége, aki támogatja férje kísérteties tervét, de nagyon kedvesen kezeli a gyerekeket.
- Caitlin EJ Meyer Penny Youngként, David korábbi házasságának második lánya, aki megtagadja a részvételt az ördögi tervben.
- Paul Hunt és Channon Voyce, mint Doyle Mendenhall és Gerald Deppe, David Young két barátja, akik szintén megtagadják a kisgyermekek túszul ejtését.
- Alan Peterson, mint Max Excell, a cokeville-i általános iskola igazgatója.
- Jillette Dayton, mint Christina "Tina" Cook, a cokeville-i általános iskola titkára.
- Barta Heiner, mint Verlene Bennion, a cokeville-i általános iskola idős tanára, aki rosszul van a füst beléglegzésétől miután a bomba felrobban.
- Liz Christensen, mint Pat Bennion, Verlene unokája és a cokeville-i általános iskola egyik tanára.
- Joshua Cooper, mint John Miller, zene tanár, akire David Young rá a bombarobbanás után.
- Rick Macy, mint Rich Haskell, hatósági bombaszakértő a Sweetwater County Sherrif székhelyén, Rock Springsben.
- Shawn Stevens mint John Teichert, a cokeville-i helyi gyülekezet püspöke.

## A rendező a filmről
Majdnem három évtizeddel a cokeville-i túszdráma után T.C. Christensen úgy érezte, hogy ideje megosztani azt a világgal. “Ez egy csodálatos történet, olyasmi amit úgy éreztem el kell mondanom”, mondta. “Nagyon sokan – kb 30-an – állnak tanújaként az áldásoknak amelyek azon a napon történtek.”
Bár Cokeville főleg LDS (latter-day saint, utolsó napi szent) közösség, Christensen szerint nem egy bizonyos vallást mutatott be. “Mindenki áldott volt, vallásától függetlenül”, magyarázza. “Nem lett volna igazságos ha LDS-csodaként mutatom be.”
“Azt remélem, hogy a nézőkre hatással lesz az ima ereje, és ha eddig nem használták az életükben az imát, akkor el fogják kezdeni,” mondja Christensen. “Ha Isten közbelépett és segített ezeknek az embereknek, akkor remélem, hogy a nézők hinni fognak benne, hogy Ő közbeléphet és segíthet az ő életükben lévő problémákon is. ”

## Fordítás
- Ez a szócikk részben vagy egészben  a   The Cokeville Miracle című angol Wikipédia-szócikk ezen változatának fordításán alapul.  Az eredeti cikk szerkesztőit annak laptörténete sorolja fel. Ez a jelzés csupán a megfogalmazás eredetét és a szerzői jogokat jelzi, nem szolgál a cikkben szereplő információk forrásmegjelöléseként.